# Dominancia apical

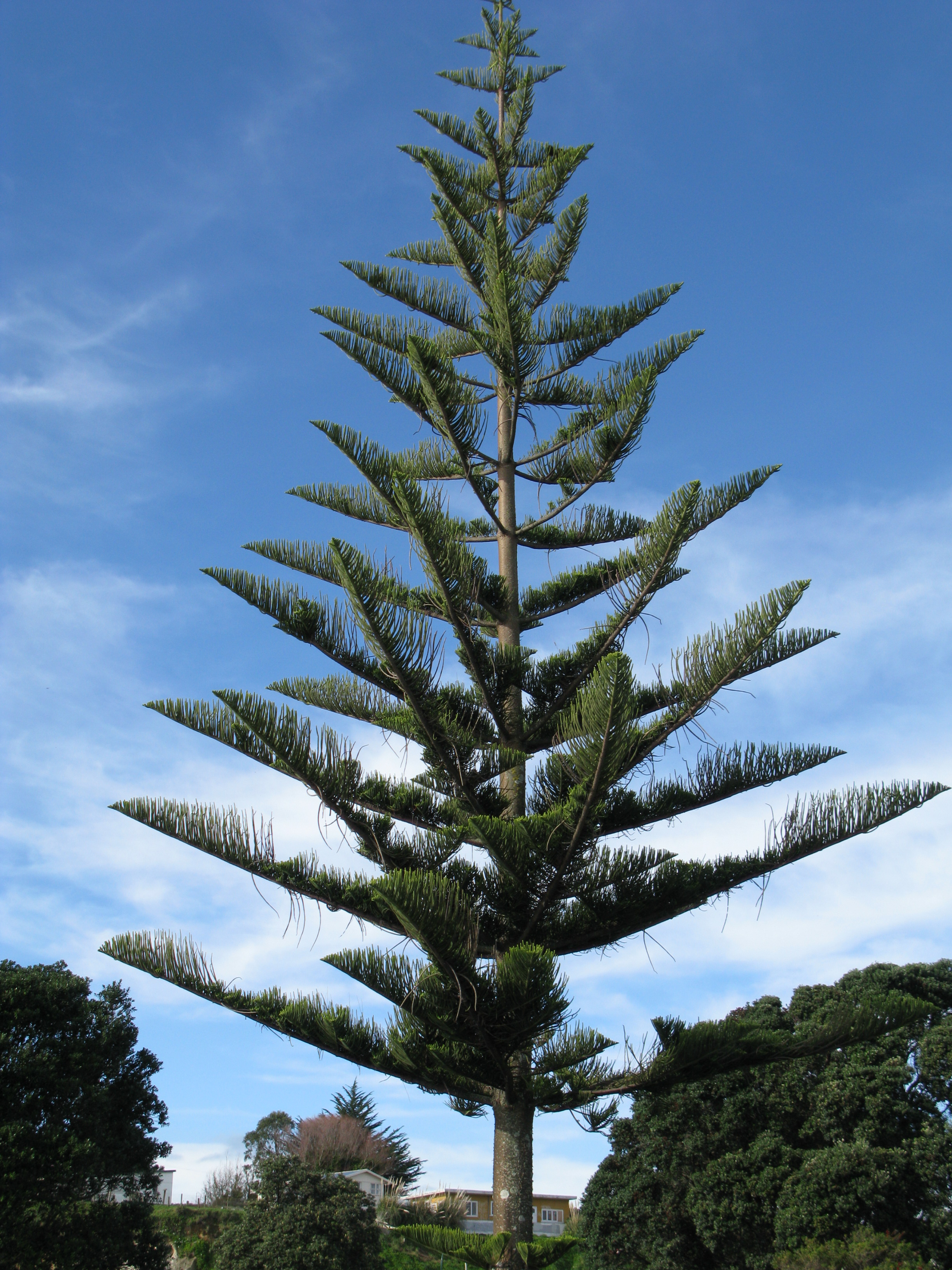
Muchas coníferas muestran marcada dominancia apical, especialmente en la familia Araucariaceae. Araucaria heterophylla, Nueva Zelanda.

La dominancia apical en el reino vegetal se refiere a una marcada tendencia a mostrar un mayor crecimiento en la punta (ápice) de cada rama principal o bien en la punta del tallo principal, mientras que las ramas secundarias muestran nulo o muy escaso crecimiento, entendiéndose así que hay un dominio en la capacidad para crecer sobre las ramas laterales. El ápice es el extremo superior o punta de la hoja o fruto.